# Commentarii de bello Gallico
Commentarii de Bello Gallico (phát âm tiếng Latinh: [kɔm.mɛnˈtaː.ɾi.iː deː ˈbɛl.loː ˈɡal.lɪ.koː]; "Tường thuật về cuộc chiến xứ Gallia") hay Bellum Gallicum ("Chiến tranh Gallia") là một cuốn hồi ký của Julius Caesar về cuộc chiến xứ Gallia, được viết dưới dạng tường thuật ở ngôi thứ ba. Trong tác phẩm, Caesar đã mô tả các trận chiến và âm mưu diễn ra trong 9 năm chinh phạt các bộ tộc người Celt và người German ở Gallia.
Thuật ngữ "Gallia" mà Caesar đề cập đến là mơ hồ, vì nó có nhiều ý nghĩa khác nhau trong văn bản và diễn ngôn của người La Mã dưới thời Caesar. Nói chung, Gallia bao gồm tất cả các khu vực là nơi sinh sống của người Celt, ngoại trừ tỉnh Gallia Narbonensis (nay là Provence và Languedoc-Roussillon) vốn đã bị chinh phục vào thời Caesar. Do vậy xứ Gallia bao gồm phần còn lại của nước Pháp, Bỉ, phía tây nước Đức và một số vùng của Thụy Sĩ hiện đại. Khi Cộng hòa La Mã tiến sâu hơn vào lãnh thổ của người Celt và chinh phục nhiều đất hơn, định nghĩa về "Gallia" đã được thay đổi. Thuật ngữ này dần dần cũng được sử dụng như một từ đồng nghĩa với "thô thiển" hoặc "chất phác" vì người La Mã coi các dân tộc Celt không được văn minh như họ.
Tác phẩm trở thành trụ cột chính trong các chương trình giáo dục tiếng Latinh, trở thành một cuốn sách nhập môn bởi cách hành văn đơn giản, trực tiếp. Mở đầu bằng cụm từ "Gallia est omnis divisa in partes tres", nghĩa là "Xứ Gallia về mặt tổng thể được chia thành ba phần", toàn bộ tác phẩm được chia thành tám phần. Quyển 1 đến 8 có số lượng chữ khác nhau, giao động từ 5.000 đến 15.000 từ. Trong số 8 cuốn, quyển thứ 8 được Quan chấp chính Aulus Hirtius viết không lâu sau khi Caesar qua đời.
Mặc dù hầu hết người đương thời và sử gia đời sau đều coi tường thuật của Caesar là trung thực, nhưng kể từ thế kỷ 20, các nhà sử học đã bắt đầu đặt câu hỏi về những tuyên bố kỳ lạ xuất hiện trong tác phẩm. Đáng chú ý là tuyên bố của Caesar rằng người La Mã đã chiến đấu với một lực lượng người Gallia đông lên tới 43 vạn người (một quy mô lớn không tưởng vào thời điểm đó) mà không gặp phải tổn thất quá lớn. Sử gia David Henige xem toàn bộ câu chuyện là một tài liệu tuyên truyền khéo léo nhằm đánh bóng tên tuổi Caesar, cho rằng nó chỉ có độ chính xác tối thiểu về mặt lịch sử.

## Nội dung

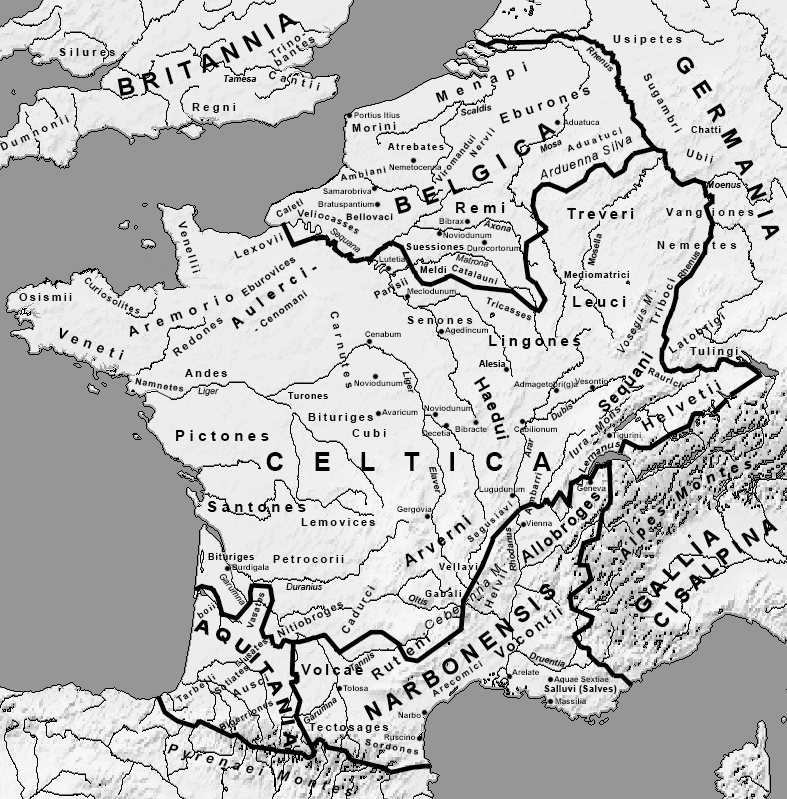
Gallia thời Julius Caesar (58 TCN)

Tác phẩm mở đầu bằng một đoạn giới thiệu ngắn về dân tộc và địa lý xứ Gallia, mà trong đó câu mở đầu là một câu quen thuộc đối với những học sinh học tiếng Latinh ngày nay:
Gallia est omnis divisa in partes tres, quarvm vnam incolvnt Belgæ, aliam Aqvitani, tertiam, qvi ipsorvm lingva Celtæ, nostra Galli appellantvr.
Xứ Gallia về mặt tổng thể được chia thành ba phần, một trong số đó có người Belgae sinh sống, một [phần] khác có người Aquitani, và phần thứ ba là một tộc người tự gọi mình là Celt, trong khi trong ngôn ngữ [Latinh] của chúng ta thì [họ] có tên là Galli.

Sau phần giới thiệu ngắn gọn này, cuốn Hồi ký về cuộc chinh phạt xứ Gallia mở đầu với cuộc chiến chống lại người Helvetii.

### Cuốn thứ nhất: Cæsar đánh bại người Helvetii và thủ lĩnh Ariovistus (58 TCN)
Ở đầu cuốn sách, Caesar mô tả tổng quan về "toàn cõi Gallia" (về địa lý và dân tộc), nhưng sau đó bắt đầu đề cập một cách chi tiết hơn đến chỉ một bộ tộc duy nhất – người Helvetii. Lãnh thổ của bộ tộc này nằm tại rìa đông nam của Gallia, giáp ranh với Germania và cương vực La Mã. Một quý tộc người Helvetii tên Orgetorix có tham vọng trở thành bá chủ của toàn Gallia. Để đạt được điều này, ông đã lên kế hoạch cùng toàn bộ người Helvetii di cư khỏi vùng đất quê hương. Orgetorix bí mật liên kết với Casticus của tộc Sequani và Dumnorix của tộc Haedui để cùng nhau hoàn thành đại nghiệp. Tuy nhiên, kế hoạch xưng bá bị phản bội, bản thân Orgetorix bị giết khi đang cố chạy trốn. Dù Orgetorix không còn, người Helvetii vẫn tiếp tục tiến hành cuộc di cư. Tuy nhiên, thông qua các sách lược của mình, Caesar đã khiến họ không thể đi theo con đường dễ dàng hơn ở phía nam xuyên qua lãnh thổ La Mã. Thay vào đó, họ buộc phải hướng về phía bắc, đi qua lãnh thổ của người Sequani và Haedui. Đối mắt với các cuộc cướp bóc của người Helvetii, hai bộ tộc kia đã phải cầu cứu Caesar. Caesar nhân cơ hội tiêu diệt một phần tư người Helvetii khi họ đang vượt sông Arar. Ít ngày sau, người Helvetii đã đầu hàng sau trận Bibracte kéo dài ba ngày. Caesar đã khiến họ phải quay về vùng đất cũ với mục đích tạo một vùng đệm giữa người German và các tỉnh cực bắc của La Mã.
Không lâu sau đó, hai bộ tộc Haedui và Sequani đã một lần nữa cầu cứu Caesar. Thủ lĩnh Ariovistus của các bộ lạc người German đã tràn vào Gallia, đàn áp các bộ lạc bản xứ. Nhận thấy người German sẽ trở thành một mối nguy hiểm tiềm tàng của Cộng hòa La Mã, Caesar quyết định can thiệp. Thông qua các sứ giả, nhà lãnh đạo La Mã yêu cầu Ariovistus từ bỏ ý định vượt sông Rhine, mà tới Gallia định cư, đồng thời phải dừng ngay các cuộc đàn áp những bộ lạc bản xứ. Ariovistus từ chối thỏa hiệp khiến một cuộc xung đột quân sự là không thể tránh khỏi. Caesar hội quân tại thành Vesontio, chờ đợi thêm quân tiếp ứng và chuẩn bị lương thảo cho cuộc chiến sắp tới. Trong khoảng thời gian này, các binh sĩ La Mã truyền tai nhau lời đồn về sự bất khả chiến bại của người German. Do đó, không ít binh lính đã tụ họp phản đối tham gia. Trong một bài phát biểu đầy nhiệt huyết, Caesar với các lập luận sắc bén đã khiến những kẻ chống đối phải khuất phục hoàn toàn. Trong trận đánh tại Alsace diễn ra không lâu sau đó, người German đã bị tiêu diệt. Những người sống sót, bao gồm cả Ariovistus, phải vượt sông Rhine tháo chạy về Germania.

### Cuốn thứ hai: Cuộc chiến với người Belgae (57 TCN)
Sau khi nhận được tin cấp báo về âm mưu của người Belgae, Caesar nhanh chóng triệu tập các binh đoàn và tức tốc hành quân tới lãnh thổ của họ. Caesar hành quân thần tốc tới nỗi bộ lạc Remi khi thấy ông đến đã ngay lập tức đầu hàng. Thông qua người Remi, Caesar biết được sức mạnh và sức chiến đấu của quân nổi dậy. Ông cũng biết thêm rằng bộ tộc Belgae là con cháu của người German, vốn di cư đến nơi đây từ hữu ngạn sông Rhine. Caesar chỉ huy binh mã vượt sông Axona (nay là sông Aisne) và hạ trại không xa Bibrax, kinh đô của người Remi. Bibrax bị người Belgae vây khốn, sắp sửa thất thủ. Thành phố chỉ có thể được giải nguy nhờ sự can thiệp của Caesar. Người Belgae bị đánh bại, buộc phải rút về lãnh thổ, nhưng phải hứng chịu tổn thất không nhỏ trên đường tháo lui.
Caesar sau đó đã hành quân đến lãnh thổ của người Suessiones, tiến hành bao vây thành Noviodunum (nay là Soissons). Người Suessiones nhanh chóng đầu hàng, nối tiếp bởi bộ lạc Ambiani và tộc Bellovaci ở Bratuspantium (nay là xã Breteuil, tỉnh Eure). Những bộ tộc như Nervii, Atrebates và Viromandui không chịu đầu hàng, thay vào đó họ rút vào rừng sâu, tiếp tục kháng chiến gay gắt. Liên quân thậm chí còn vây hãm được quân đội La Mã, khiến thất bại dường như đang ở trước mắt Caesar. Đồng minh của ông, tộc Treveri, đã tháo chạy từ lúc nào. Cuối cùng chính Caesar đã đích thân dẫn đầu binh sĩ đột kích. Tuy nhiên phải đến khi quân tiếp viện đến ứng cứu, Caesar mới có thể đảo ngược tình thế, trong ngoài phối hợp đánh bại quân địch. Người Nervii gần như bị tiêu diệt hoàn toàn, số người sống sót được Caesar cho phép quay về quê.
Tộc Aduatici, hậu duệ của người Cimbri và Teutones, đã giải giáp dâng thành đầu hàng Caesar. Tuy nhiên, họ cố tình giữ lại một phần của thành phố để tiến hành tấn công người La Mã vào đêm tiếp đó. Kế hoạch thất bại, Caesar đáp trả bằng cách cho phép binh sĩ cướp bóc thành phố. Vào thời điểm đó, ông nhận được tin báo rằng Publius Licinius Crassus đã dùng 1 binh đoàn tiêu diệt tàn quân của người Belgae ở bờ biển. Vùng đất của người Belgae đã được bình định, Caesar quay trở về Italia.

### Cuốn thứ ba: Cuộc chiến với người Veneti và Aquitani (57 – 56 TCN)
Để mở một tuyến đường thương mại từ Italia qua dãy Anpơ, Caesar đã lệnh cho Quan tài phán Servius Galba dẫn quân đoàn 12 tiến vào lãnh thổ của người Nantuates, Veragri và Seduni. Tại ngôi làng Octodurum, họ lập trại để trú đông. Các bộ lạc Gallia trong vùng không chịu quy phục người La Mã, đã chủ động tấn công quân đoàn của Galba từ trên núi. Rơi vào tình cảnh ngặt nghèo, Galba quyết phá vòng vây. Trong sự hỗn loạn diễn ra sau đó, ông đã đánh bại quân nổi loạn Gallia.
Một cuộc xung đột khác với các bộ tộc Gallia bùng nổ trong lúc Caesar đang ở Illyria khi tộc người có truyền thống đi biển Veneti đã bắt sĩ quan La Mã làm con tim. Caesar nhanh chóng chuẩn bị cho một cuộc xung đột quân sự, hạ lệnh đóng tàu chiến trên sông Liger và từ chối trao đổi con tim. Người Veneti gia cố công sự, chuẩn bị tiếp chiến người La Mã. Họ càng ngày càng thu hút được nhiều bộ tộc khác tham gia phe mình, thậm chí từ cả các bộ lạc trên đảo Anh. Để tránh liên minh phát triển lớn, Caesar đã phân bổ lực lượng lên một khu vực rộng lớn của Gallia và cả bên bờ sông Rhine nhằm ngăn chặn người German vượt sông. Sau khi chuẩn bị xong mọi việc, ông ngay lập tức dẫn bộ binh tiến đến vùng Venetia.
Tuy nhiên, việc chinh phục các thành phố của người Veneti tỏ ra khó khăn, bởi vì chúng được bảo vệ tốt bởi các mũi đất cạnh biển. Caesar chỉ còn cách đợi hạm đội của mình đến nơi. Cuối cùng, ông đã giành chiến thắng trong trận hải chiến diễn ra sau đó. Caesar giành thắng lợi trong trận này không phải vì tàu của ông tốt hơn, nhưng nhờ thủy thủ dùng câu liêm cứa đứt buồm của tàu đối phương, khiến tàu của họ không thể di chuyển. Người Veneti đã dâng thành đầu hàng ngay sau đó. Caesar trừng phạt họ rất nặng, giới lãnh đạo bị xử tử trong khi dân chúng bị bắt bán làm nô lệ.
Cùng thời điểm đó, Quintus Titurius Sabinus đã dùng mưu khích tướng dụ được người Venelli cùng các bộ lạc nổi loạn khác dưới trướng Viridorix rời khỏi thành. Rơi vào bẫy, quân của Viridorix bất ngờ bị đánh bại. Chiến sự cũng diễn ra ở phía nam Gallia, nhưng P. Crassus đã dễ dàng đánh bại bộ tộc Sotiates và chinh phục xứ Aquitaine. Vào lúc này, gần như toàn bộ Gallia đã được Caesar bình định, chỉ còn lại hai bộ tộc Morini và Menapii là vẫn chưa quy thuận đã rút vào rừng và vùng đầm lầy tiến hành kháng chiến. Họ chờ đợi Caesar cho binh sĩ nghỉ ngơi thì phát động tấn công. Tuy có thể đầy lùi các cuộc tấn công, nhưng ông không thể đánh bại hai bộ lạc này một cách dứt điểm khi họ rút vào sâu trong rừng. Caesar cuối cùng lệnh phóng hỏa đốt trụi làng mạc của người Morini và Menapii và lui binh về trú trong doanh trại mùa đông.

### Cuốn thứ tư: Cuộc chiến với người German; Caesar vượt sông Rhine và viễn chinh Britannia lần thứ nhất (55 TCN)
Tộc người German thiện chiến nhất, tộc Suebi, đã đánh đuổi các bộ lạc German khác như Usipetes và Tencteri, khiến họ phải tràn vào Gallia thuộc La Mã. Caesar không cho phép họ định cư tại Gallia. Giữa hai bên vì vậy đã xảy ra xung đột quân sự. Người German, cùng đàn bà trẻ em bị hủy diệt. Để thị uy với người Suebi, Caesar đã cho xây dựng một chiếc cầu vượt sông Rhine chỉ trong vòng mười ngày để tiến vào Germania. Tuy vậy, giữa hai bên đã không xảy ra giao tranh trực tiếp. Caesar chỉ có thể tìm thấy ngôi làng của người Suebi đang trong tình trạng bỏ hoang và đã ra lệnh thiêu trụi nó. Tiếp đó ông đã đến làng của bộ tộc đồng minh Ubii và hứa sẽ bảo vệ họ khỏi người Suebi. Sau 18 ngày Germania, ông rút quân về Gallia và cho phá dỡ cây câu mới xây.
Trước khi mùa đông đến, Caesar muốn khởi hành tới đảo Anh để đánh dấu sự hiện diện của mình tại nơi đó. Khi hạm đội của Caesar vừa đến bờ biển phía nam Anh, người Briton đã đợi sẵn ở đó với một đội quân chiến xa hùng hậu. Tình hình dường như khá vô vọng khi binh sĩ ngần ngại xuống tàu đổ bộ vào bờ biển. Ngay cả khi Caesar đi một nước cờ khéo léo, cho các tàu chiến lên hàng phía trước, cũng không thể xoay chuyển được tình thế. Chỉ đến khi một aquilifer dũng cảm nhảy xuống trước (anh ta cầm biểu trưng đại bàng nhảy xuống nước và bơi vào bờ tấn công người Briton), có ý nhắc nhở những người lính còn lại về nghĩa vụ và ý thức danh dự của họ, khiến họ đồng loạt nối gót anh ta đổ bộ vào bờ. Điều này cho thấy, ý chí chiến thắng của người La Mã mạnh hơn bất kỳ chiến lược nào, một công thức giúp Caesar giành chiến thắng bất chấp mọi nghịch cảnh. Sau khi giành được thắng lợi, Caesar rút quân quay trở về Gallia. Tuy nhiên, quân đoàn của ông phải đánh bại 6000 người Morinii nổi dậy trước khi có thể nghỉ ngơi trú đông.

### Cuốn thứ năm: Viễn chinh Britannia, cuộc nổi dậy của người Gallia (54 TCN)
Caesar cho đóng hơn 600 thuyền trong mùa đông, chuẩn bị vượt eo biển Manche sang Anh lần thứ hai. Trước lúc khởi hành, ông đến gặp người Treveri, nhắc nhở họ phải trung thành với liên minh giữa hai bên. Thủ lĩnh Dumnorix của người Haedui bị Caesar xử tử vì đã nổi dậy chống lại La Mã. Ông hội quân tại Itius và khởi hành tới đảo Anh, để Titus Labienus ở lại đất liền với ba quân đoàn. Sau khi đổ bộ lên bờ, người La Mã nhanh chóng phải đối mặt với người Briton đã đợi sẵn ở đó. Giữa hai bên giao tranh quyết liệt, quân La Mã phải hứng chịu tổn thất lớn trước đội quân chiến xa của đối thủ. Tuy vậy, quân đoàn của Caesar cuối cùng cũng giành được chiến thắng. Liên minh các bộ lạc Briton tan ra, người Trinovantes đầu hàng trước. Duy chỉ có Cassivellaunus, tổng tư lệnh liên quân Briton, ban đầu đã lui vào rừng tiến hành du kích, nhưng cũng nhanh chóng bị đánh bại. Caesar bắt nhiều người làm con tin và rút về Gallia.
Lo ngại bạo động sẽ diễn ra, Caesar phân bổ các quân đoàn tới mỗi bộ lạc để hạ trại cho mùa đông. Caesar được tin báo rằng người Gallia đã thỏa thuận với nhau, tổng tấn công cùng lúc các trại mùa đông của La Mã. Hai legatus là Titurius và Cotta đóng trại tại lãnh thổ của người Eburones đã quyết định rút lui. Tuy nhiên, họ rơi vào bẫy mai phục của Ambiorix và phải hứng chịu thất bại thảm hại khiến cả hai người phải bỏ mạng. Cả trại của Quintus Tullius Cicero cũng bị vây khốn và phải rất cố gắng họ mới phòng thủ thành công. Khi được tin trại của Labienus bị người Treveri vây rất ngặt, Caesar ngay lập tức dẫn quân tới cứu viện. Ông dùng mưu kế dụ người Gallia đến một địa hình bất lợi đối với họ và giành chiến thắng. Sau khi tin tức bại trận lan truyền tới các bộ lạc Gallia, họ lập tức tháo chạy. Labienus nhân cơ hội xuất trại giết được thủ lĩnh của người Treveri là Indutiomarus.
Cũng trong cuốn thứ năm, Caesar có miêu tả về địa lý và dân tộc học xứ Britannia. Ông ước tính rằng đảo Anh ngang dọc có tổng chu vi 2000 dặm, có đề cập đến hòn đảo Hiberna (Ireland) và Mona (Anglesey) xa xôi.

### Cuốn thứ sáu: Cuộc nổi dậy của người Gallia; Caesar vượt sông Rhine lần 2; bàn thêm về người Gallia và German (53 TCN)
Tình trạng bất ổn ở Gallia vẫn tiếp tục tiếp diễn. Các bộ lạc như Treveri, Nervii, Aduatici, Menapii cũng như các bộ lạc khác định cư ở tả ngạn sông Rhine vẫn nung nấu ý đồ nổi dậy. Caesar triển khai quân đội tại Gallia, hàng phục các bộ lạc Nervii, Senones, Carnutes, Menapii. Tộc Treveri đơn thương độc mã chờ đợi hỗ trợ từ Germania để tập kích trại của Labienus. Labienus vốn biết được ý đồ của đối phương nên đã giả vờ rút quân, khiến người Treveri vội vàng đuổi theo truy kích và mắc bẫy. Sau khi bị đánh bại, một nhân vật thân La Mã tên là Cingetorix đã được đưa lên làm thủ lĩnh mới của tộc Treveri.
Để gây khó dễ với Ambiorix và người Eburones, cũng như trừng phạt các bộ lạc nổi loạn ở hữu ngạn sông Rhine, Caesar đã quyết định vượt con sông này lần 2 để tiến vào Germania. Theo thông tin thu thập được từ bộ lạc Ubii đồng minh, Caesar đã dần nắm rõ các hướng di chuyển quân của người Suebi.
Tại đoạn này, Caesar tạm dừng và chuyển qua mô tả về phong tục, tập quán của người Gallia cũng như cách phân biệt họ với người German. Ông kể về các tầng lớp trong dân chúng Gallia (bao gồm druid và hiệp sĩ), tôn giáo ("Vị thần lớn nhất của họ là Mercurius"), luật gia đình, tập tục mai táng và các tổ chức chính trị ("Chỉ được phép luận bàn chính sự nước nhà thông qua một đại hội đồng"). Trái ngược, người German không có từng lớp giáo sĩ như các bộ lạc Gallia. Họ không chú trọng ứng dụng ngành nông nghiệp mà thích săn bắn, gây chiến và rèn luyện. Danh tiếng của một bộ lạc German sẽ được vang dội gần xa nếu họ có thể đánh đuổi toàn bộ bộ lạc sống xung quanh. Người Gallia trước đây dũng mãnh và thiện chiến hơn người German nhiều. Khoảng cách ngắn giữa họ và nền văn minh La Mã đã đem lại cho họ sự thịnh vượng, nhưng cuối cùng họ đã để người German tấn công và đánh bại. Kết thúc với mô tả về khu rừng Hercynia ở phía đông sông Rhine và các động vật sinh sống trong đó (nai sừng tấm, bò rừng châu Âu, hươu nai), nhưng đoạn văn này còn để lại nhiều nghi vấn về độ chính xác.
Câu chuyện tiếp tục với cuộc truy đuổi Ambiorix. Caesar cử tướng L. Minucius Basilus làm tiên phong đi vào rừng Ardennes. Ambiorix may mắn lên ngựa tẩu thoát trong gang tấc. Caesar cho truyền sứ giả đi tới các bộ lạc Gallia, vận động họ cướp bóc, tấn công bộ lạc Eburones. Lời kêu gọi này đã thu hút được bộ lạc German khác là Sigambri vượt sông Rhine. Họ tấn công người Eburones và sau đó người La Mã ở Atuatuca, rồi lại rút lui về bên kia bờ sông Rhine và biến mất. Không thể bắt được Ambiorix, Caesar không còn cách nào khác ngoài việc hạ lệnh thiêu trụi đất đai và làng mạc của người Eburones. Tại Durocortorum, một thành phố của người Remi, Caesar chủ trì một cuộc họp, quyết định xử tử Acco với tội kích động bạo loạn. Sau khi mọi chuyện xong xuôi, Caesar khải hoàn hồi kinh.